# هالسبروکه
هالسبروکه (به آلمانی: Halsbrücke) یک شهر در آلمان است که در میتل‌زاکسن واقع شده‌است. هالسبروکه ۵٬۵۷۲ نفر جمعیت دارد.